# Lihie Raz
Pour les articles homonymes, voir Raz.
Lihie Raz (née le 14 septembre 2003 aux États-Unis) est une gymnaste artistique israélienne.

## Carrière
Lihie Raz remporte la médaille d'or au sol aux Maccabiades de 2017.
Elle est médaillée de bronze au sol aux Championnats d'Europe de gymnastique artistique féminine 2020 à Mersin.